# Martín Pollera
Martín Alberto Pollera es un economista argentino, subsecretario de Políticas para el Desarrollo con Equidad Regional desde 2019 y designado secretario de Comercio Interior de la Nación en julio de 2022.

## Biografía
Desde la década de los 2000, se ha desempeñado en la función pública en la provincia de Buenos Aires y en la Nación.
En 2019, al iniciar, fue designado subsecretario de Políticas para el Desarrollo con Equidad Regional, de la Secretaría de Provincias (bajo la conducción de Silvina Batakis), en el Ministerio del Interior (bajo la conducción de Wado de Pedro).
En 2022, bajo la presidencia de Alberto Fernández, fue designado secretario de Comercio Interior (en el Ministerio de Desarrollo Productivo), en reemplazo de Guillermo Hang (quien renunció el 6 de julio).
El día 29 de julio, renunció a la Secretaría de Comercio Interior.